# Francesco Alidosi
Francesco Alidosi (Castel del Rio, 1460 – Ravenna, 24 mei 1511) was een Italiaans kardinaal.

## Biografie
Francesco was de derde zoon van Giovanni Alidosi, heer van Castel del Rio, en Cipriana Franceschi. Samen met kardinaal Giuliano della Rovere, de latere paus Julius II, ging hij in 1494 naar Frankrijk. Della Rovere was op de vlucht voor paus Alexander VI en zocht bescherming in het Franse kamp. Francesco werd later secretaris en rechterhand van Julius II.
Op 6 maart 1504 werd Francesco gekozen tot bisschop van Mileto, waarna hij in 1505 overgeplaatst werd naar Pavia. Dit bisdom zou hij tot aan zijn dood aanhouden. Op 1 december 1505 volgde zijn benoeming tot kardinaal-priester, waarbij hij de titelkerk Santi Nereo e Achilleo werd toegewezen.
Francesco fungeerde als tussenpersoon tussen Michelangelo en Julius II en uit naam van de paus tekende hij in 1506 het contract voor de fresco’s van de Sixtijnse Kapel. Later deed hij dat ook voor het bronzen standbeeld van de paus in Bologna, dat bestemd was voor de Sint-Petroniusbasiliek. Hij was beschermheer van Desiderius Erasmus en een kunstmecenas.
Kardinaal Alidosi werd berucht door zijn wreedheid. Nadat hij aangesteld was als pauselijk legaat voor Bologna liet hij aanhangers van de Bentivoglio-familie, die eerder in opstand tegen de paus waren gekomen, wurgen. Dit leidde tot groot ongenoegen binnen Bologna. In november 1508 besloot de paus daarom Alidosi terug te trekken.
In 1510 werd hij door Julius II ter verantwoording geroepen naar aanleiding van klachten uit Bologna. Anderen menen echter dat de paus zijn hulp nodig had met betrekking tot de op handen zijnde vrede met Venetië, die op 24 februari 1510 tot stand kwam.
Tot verontwaardiging van Bologna werd Alidosi in april 1510 opnieuw als pauselijk legaat voor de stad aangesteld. De inwoners van de stad verdachten hem ervan voor de Fransen te werken, terwijl de oorlog met Venetië plaatsvond. Op 7 oktober 1510 werd hij door de hertog van Urbino gevangengenomen en eenmaal terug in Bologna, beschuldigd van hoogverraad. Hoewel gehoopt werd dat Francesco door de paus gestraft zou worden, werd hij vrijgesproken van de beschuldigingen.
Na de val van Bologna in 1511 wilde paus Julius II de partijen die betrokken waren bij de verdediging van de stad ter verantwoording roepen. Francesco Maria della Rovere en Alidosi werden naar het tijdelijk verblijf van de paus in Ravenna ontboden. Op zijn weg naar het pauselijk verblijf in Ravenna werd de kardinaal door toedoen van Francesco Maria della Rovere vermoord.
Alidosi stierf op 24 mei 1511 en werd begraven in de kathedraal van Ravenna.